# Wijnbouw in Portugal
De wijnbouw in Portugal is het resultaat van geïntroduceerde tradities van oude beschavingen. Sinds de toetreding van Portugal tot de EU is de export van wijn gegroeid.
Vanaf de jaren tachtig is er op het vlak van wijnwetgeving, toegepaste technologie en verbouwingsmethoden veel verbeterd. Er is circa 250.000 ha met druivenstokken beplant. Qua wijnproductie staat Portugal op de zevende plaats in Europa.

## Geschiedenis
Portugal heeft vooral naam gemaakt in Engeland vanaf de 14e eeuw. Destijds waren zij partners in de handel over zee. Toen in het begin van de 18e eeuw Engeland slaags raakte met Frankrijk en de Nederlanden, zocht dat land nieuwe wijngebieden om wijn te kopen. De Engelsen vonden deze wijngebieden onder andere in Portugal, met name de Port- en Madeirawijnen. Voor hen was het drinken van Portwijn een patriottische daad geworden. Franse wijn was immers van de vijand. Nadat de conflicten waren opgelost, gingen de Engelsen weer meer Franse wijn drinken en minder Portugese. Portugal beschikte niet over de financiële middelen om te investeren in haar wijnindustrie.
Na de toetreding tot de EU heeft Portugal gebruikgemaakt van EU-subsidies om de wijnindustrie de jarenlange achterstand te laten inhalen. Daarbij behouden zij hun troef een grote verscheidenheid aan inheemse druiven van goede kwaliteit te exploiteren.

## Wijngebieden
Het Instituut van de Wijnstok en de Wijn (O Instituto da Vinha e do Vinho) ressorteert onder het Portugese Ministerie van Landbouw. 
Op de website van dit Instituut staan de 14 Portugese wijnregio's gespecificeerd. Elke regio komt overeen met een beschermde geografische aanduiding (BGA),  Indicação Geográfica Protegida (IGP). Elke regio kent verschillende subregio's, de Beschermde oorsprongsbenaming (BOB), Denominação de Origem Protegida (DOP), het vroegere Denominação de origem controlada (DOC). BGAs en BOBs zijn een verordening van de Europese Commissie die streekproducten een bescherming biedt tegen namaak. Het Instituut bepaalt voor elke BOB een aantal wettelijke specificaties voor de productie van wijnen in elke regio en subregio, zoals onder andere:
- De gebruikte druivenrassen, het maximum aantal wijnstokken per hectare,  de minimum duur van de wijnbereiding (vinificatie), de wettelijk geautoriseerde processen van de wijnbereiding, de maximum opbrengst in hectoliter wijn per hectare, het minimum alcoholgehalte van de verschillende soorten wijn.
- De districten en gemeenten die een specifieke BGA mogen gebruiken voor de aldaar geproduceerde wijnen.

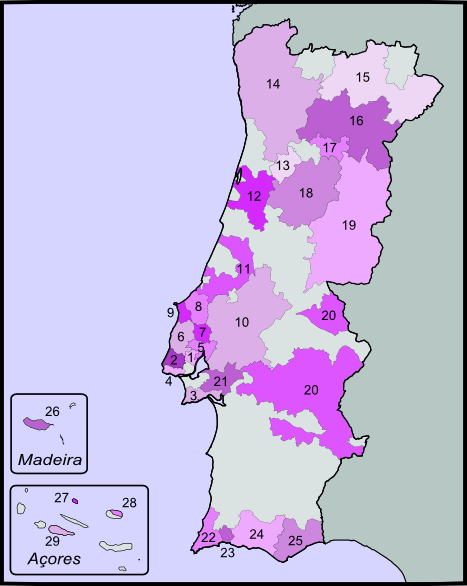
31 Wijnbouwgebieden in Portugal

Portugal kent tegenwoordig de volgende regio's en subregios:
- Vinho Verde (IGP: Minho)
  - 14. Vinho Verde
- Trás-os-montes (IGP: Transmontano)
  - 15. Trás-os-Montes
- Douro (IGP: Duriense)
  - 16. Douro
  - 16. Porto
- Távora-Varosa (IGP: Terras de Cister)
  - 17. Távora-Varosa
- Dão (IGP: Terras do Dão)
  - 13. Lafões
  - 18. Dão
- Bairrada (IGP: Beira Atlântico)
  - 12. Bairrada
- Beira Interior (IGP: Terras da Beira)
  - 19. Beira Interior
- Lisboa (IGP: Lisboa)
  - 11. Encostas d'Aire
  - 8. Óbidos
  - 5. Alenquer
  - 7. Arruda
  - 6. Torres Vedras
  - 9. Lourinhã
  - 1. Bucelas
  - 4. Carcavelos
  - 2. Colares
- Tejo (IGP: Tejo)
  - 19. Do Tejo
- Península de Setúbal (IGP: Península de Setúbal)
  - 3. Setúbal
  - 21. Palmela
- Alentejo (IGP: Alentejano)
  - 20. Alentejo
- Algarve (IGP: Algarve)
  - 22. Lagos
  - 23. Portimão
  - 24. Lagoa
  - 25. Tavira
- Madeira (IGP: Terra Madeirenses)
  - 26. Madeira
  - 26. Madeirense
- Açores (IGP: Açores)
  - 27. Graciosa
  - 28. Biscoitos
  - 29. Pico

## Classificaties

### Wijn
Classificatie van wijn van laag naar hoog:
1. Vinho de Mesa (Vinho de Portugal) is tafelwijn en het meest eenvoudig. Wijnen in deze groep kennen weinig eisen betreft kwaliteit. Er bestaat geen maximale opbrengst per hectare en ook de keuze van druivensoorten is vrij. Soms wordt er wel goede kwaliteitswijn als tafelwijn op de markt gebracht, maar daar kiezen die producenten bewust voor omdat zij niet aan bepaalde regels (willen) voldoen die gelden voor hoger geclassificeerde wijn.
2. Vinho Regional (VR of  Indicação Geográfica Protegida (IGP) - Beschermde geografische aanduiding - BGA) Dit is wijn van het niveau landwijn, waarbij deze moet voldoen aan criteria zoals een minimum alcohol-percentage, maximale opbrengst per hectare enz. Dit verschilt per regio. Ook hier zijn er producenten die meer vrijheid willen en bijvoorbeeld de blend van verschillende druivenrassen zelf willen kiezen of andere rassen willen gebruiken, die onder de DOC niet zijn toegestaan.
3. IPR (Indicação de Proveniência Regulamentada - aanduiding van gereglementeerde herkomst). Dit is eigenlijk de wachtkamer (minimaal 5 jaar) voor wijnen die willen promoveren naar de DOC/DOP klasse. Geografisch gebonden wijnen met een eigen karakter
4. DOC/DOP (Denominação de Origem Controlada - gecontroleerde oorsprongsbenaming) Dit is de hoogste kwaliteitsaanduiding in Portugal. Er zijn 31 DOC's. Voor deze kwaliteitsgroep gelden strikte regels. De grenzen van deze DOC's zijn wettelijk vastgelegd. Ook de duur van lagering op fust is vastgelegd, evenals een organoleptische en analytische proef. Denominação de Origem Protegida (DOP) (beschermde oorsprongsbenaming) is de meer recente kwalificatie van producten, ingevoerd door de Europese Unie in 1992, ter bescherming tegen namaak.

### Port
Deze wijn kent geen classificatie. Wel worden de wijngaarden – die zijn goedgekeurd voor de vinificatie van port – beoordeeld volgens de classificatie port-wijngaarden.

## Druivensoorten
Witte wijnen
- Alvarinho
- Antão Vaz
- Arinto de Bucelas
- Avesso
- Azal
- Barcelo
- Bical
- Caracol (wit druivenras)
- Carrega Branco
- Cercial Branco
- Côdega do Larinho

- Diagalves
- Dona Branca
- Donzelinho Branco
- Dorinto
- Encruzado
- Fernão Pires
- Folgasão
- Fonte Cal
- Galego Dourado
- Generosa (Portugal)
- Gouveio Real

- Jampal
- Loureiro (druif)
- Malvasia Branca de São Jorge
- Malvsia de Colares
- Malvasia Fina
- Rabigato
- Rabo de Ovelha
- Rio Grande
- Seara Nova
- Sercial
- Sercealinho

- Síria
- Tamarez
- Terrantez
- Terrantez da Terceira
- Terrantez do Pico
- Trajadura
- Trincadeira das Pratas
- Verdelho
- Viosinho
- Vital

Rode wijnen
- Agronómica
- Água Santa
- Alfrocheiro
- Alvarelhão
- Amaral
- Arruda
- Baga (blauw druivenras)
- Borraçal
- Camarate

- Casculho
- Castelão (blauw druivenras)
- Complexa
- Cornifesto
- Donzelinho Tinto
- Espadeiro
- Grossa (blauw druivenras)
- Jaen de Dao
- Malvasia Preta

- Marufo
- Monfredo
- Moreto do Alentejo
- Padeiro
- Pedral
- Preto Martinho
- Ramisco
- Rufete
- Sousão

- Tinta Barroca
- Tinta Carvalha
- Tinta Francisca
- Tinta Cão
- Touriga Fêmea
- Touriga Franca
- Touriga Nacional
- Trincadeira
- Vinhão

## Wijntermen
- Adega	= wijnbedrijf
- Clarete = lichtrood
- Rose = rosé
- Tinto = rood
- Branco = wit
- Doce = zoet
- Adamado = zoet
- Engarrafado na origem	= ter plaatse gebotteld
- Garrafeira = kelder.

Anekdote: Het viel wijnkopers op dat bij bezoeken aan de wijnboeren goede en kwalitatief hoogwaardige wijnen uit de kelder tevoorschijn kwamen. Kennelijk hield men deze voor henzelf en vrienden. Garrafeira wil zeggen: het beste dat het huis maakt.